# Desmatoneura stackelbergi
Desmatoneura stackelbergi är en tvåvingeart som beskrevs av Zaitzev 1999. Desmatoneura stackelbergi ingår i släktet Desmatoneura och familjen svävflugor. Inga underarter finns listade i Catalogue of Life.